# Castuera
Castuera é um município da Espanha na comarca de La Serena, província de Badajoz, comunidade autónoma da Estremadura. Tem 432 km² de área e em 2021 tinha 5 708 habitantes (densidade: 13,2 hab./km²).

## Demografia
| Variação demográfica do município entre 1991 e 2004 [carece de fontes?] | Variação demográfica do município entre 1991 e 2004 [carece de fontes?] | Variação demográfica do município entre 1991 e 2004 [carece de fontes?] | Variação demográfica do município entre 1991 e 2004 [carece de fontes?] |
| ----------------------------------------------------------------------- | ----------------------------------------------------------------------- | ----------------------------------------------------------------------- | ----------------------------------------------------------------------- |
| 1991                                                                    | 1996                                                                    | 2001                                                                    | 2004                                                                    |
| 7499                                                                    | 7951                                                                    | 6632                                                                    | 6826                                                                    |